# Grammy Award de la meilleure prestation R&B
Le Grammy Award de la meilleure prestation R&B (Grammy Award for Best R&B Performance) est un prix présenté aux Grammy Awards de 1959 à 1968, et de nouveau depuis 2012, à des artistes pour des œuvres contenant des performances vocales et/ou instrumentales de qualité dans le genre de la musique rhythm and blues.

## Histoire
Cette récompense est attribuée pour la première fois en 1959 sous le nom de meilleur enregistrement R&B (Best R&B Recording), puis meilleure prestation rhythm and blues (Best Rhythm & Blues Performance) à partir de 1962 jusqu'en 1968. Elle disparaît après la création des catégories meilleure prestation vocale R&B masculine, meilleure prestation vocale R&B par un duo ou un groupe et meilleure prestation vocale R&B féminine.
En 2012, ces trois catégories, ainsi que le Grammy Award de la meilleure prestation Urban/Alternative, sont fusionnées pour redonner naissance au Grammy Award de la meilleure prestation R&B.
Ray Charles détient le record du nombre de victoires avec un total de cinq.

## Lauréats

### 1959 à 1968
Liste des lauréats,.
- 1959 (mai) : The Champs pour Tequila
- 1959 (novembre) : Dinah Washington pour What a Diff'rence a Day Made (en)
- 1961 : Ray Charles pour Let the Good Times Roll
- 1962 : Ray Charles pour Hit the Road Jack
- 1963 : Ray Charles pour I Can't Stop Loving You
- 1964 : Ray Charles pour Busted
- 1965 : Nancy Wilson pour How Glad I Am (en)
- 1966 : James Brown pour Papa's Got a Brand New Bag
- 1967 : Ray Charles pour Crying Time
- 1968 : Aretha Franklin pour Respect

### Depuis 2012
Liste des lauréats,
- 2012 : Corinne Bailey Rae pour Is This Love
- 2013 : Usher pour Climax
- 2014 : Snarky Puppy featuring Lalah Hathaway pour Something
- 2015 : Beyoncé featuring Jay-Z pour Drunk in Love
- 2016 : The Weeknd pour Earned It
- 2017 : Solange pour Cranes in the Sky (en)
- 2018 : Bruno Mars pour That's What I Like
- 2019 : H.E.R. featuring Daniel Caesar pour Best Part
- 2020 : Anderson .Paak featuring André 3000 pour Come Home
- 2021 : Beyoncé pour Black Parade
- 2022 : Silk Sonic pour Leave the Door Open / Jazmine Sullivan pour Pick Up Your Feelings
- 2023 : Muni Long pour Hrs & Hrs
- 2024 : Coco Jones pour ICU
- 2025 : Muni Long pour Made For Me (Live On BET)